# Liste der Stolpersteine in Blieskastel
In der Liste der Stolpersteine in Blieskastel umfasst die Stolpersteine, die vom deutschen Künstler Gunter Demnig in der saarländischen Stadt Blieskastel verlegt wurden. Stolpersteine sind Opfern des Nationalsozialismus gewidmet, all jenen, die vom NS-Regime deportiert, ermordet, in die Emigration oder in den Suizid getrieben wurden. Demnig verlegt für jedes Opfer einen eigenen Stein, im Regelfall vor dem letzten selbst gewählten Wohnsitz.
Die erste Verlegung in Blieskastel erfolgte am 30. Mai 2009.

## Verlegte Stolpersteine
In Blieskastel wurden bisher neun Stolpersteine an vier Adressen verlegt.
| Stolperstein | Übersetzung | Verlegeort                              | Name, Leben |
| ------------ | --- | --------------------------------------- | --- |
|              | HIER WOHNTE GEORG BIEG JG. 1908 VERHAFTET 14.12.1937 WEGEN VERDACHTES AUF 'KOMMUNISTISCHE UMTRIEBE' DACHAU TOT AN HAFTFOLGEN 24.1.1945           | Bezirksstraße 34 · Niederwürzbach ·     | Georg Bieg, geboren 1908, wurde zusammen mit Otto Bieg am 13. Dezember 1937 verhaftet. Zur Last gelegt wurden ihnen kommunistische Umtriebe. Georg wurde nach Denunziation durch den Oberbürgermeister ins KZ Dachau verlegt, wo er als Sanitäter zwangsverpflichtet wurde. Bei seiner Arbeit, die vielen Häftlingen das Leben rettete, infizierte er sich mit Fleckfieber und verlor am 24. Januar 1945 sein Leben. |
|              | HIER WOHNTE HEINRICH BIEG JG. 1901 EINGEWIESEN HEILANSTALT HOMBURG/SAAR 'VERLEGT' 31.1.1941 HADAMAR ERMORDET 31.1.1941 'AKTION T4'               | Bezirksstraße 16 · Niederwürzbach ·     | Heinrich Bieg wurde am 13. Dezember 1901 in Niederwürzbach geboren und ging wie viele junge Männer im Saargebiet in die Französische Fremdenlegion. Aus Afrika kehrte er mit psychischen Problemen (vermutlich einer posttraumatische Belastungsstörung nach einem Kampfeinsatz) wieder nach Niederwürzbach zurück und wurde zu einem unbekannten Zeitpunkt in die Heilanstalt Homburg/Saar aufgenommen. Von Homburg wurde Heinrich Bieg mit 145 weiteren Patienten am 2. September 1939 in der Heilanstalt Weilmünster aufgenommen. Von Weilmünster gelangte Heinrich Bieg in einem Transport mit 68 weiteren Patienten am 31. Januar 1941 in die Tötungsanstalt Hadamar. Die Patienten eines solchen Transports wurden in der Regel noch am Tag der Ankunft in die in der Anstalt befindliche Gaskammer geschickt und durch das Gas Kohlenmonoxid ermordet. |
|              | HIER WOHNTE OTTO BIEG JG. 1910 GESTAPOHAFT 1937 SOLDAT DIENST VERWEIGERT VERRATEN VERHAFTET 10.7.1944 HINGERICHTET 11.7.1944 ZUCHTHAUS FRANKFURT | Bezirksstraße 34 · Niederwürzbach ·     | Otto Bieg, geboren 1910, wurden zusammen mit Georg Bieg am 13. Dezember 1937 verhaftet. Zur Last gelegt wurden ihnen kommunistische Umtriebe. Otto wurde nach seiner Inhaftierung auf der Lerchesflur zum Wehrdienst eingezogen, verweigerte sich jedoch und wurde am 11. Juli 1944 standrechtlich erschossen. |
|              | HIER WOHNTE BLANDINA JOSEPH GEB. ADLER JG. 1865 DEPORTIERT 1943 ERMORDET IN AUSCHWITZ                                                            | Gerbergasse · Ecke Zweibrücker Straße · | Blandina Joseph geboren am 12. Oktober 1865 in Heuchelheim |
|              | HIER WOHNTE EDGAR JOSEPH JG. 1893 DEPORTIERT 1942 ERMORDET IN AUSCHWITZ                                                                          | Gerbergasse · Ecke Zweibrücker Straße · | Edgar Joseph geboren am 16. November 1893 in Blieskastel |
|              | HIER WOHNTE FANNY JOSEPH GEB. SINAI JG. 1860 DEPORTIERT 1943 THERESIENSTADT ERMORDET 5.4.1944                                                    | Gerbergasse · Ecke Zweibrücker Straße · | Fanny Joseph geboren am 20. Oktober 1860 in Großblittersdorf (frz. Grosbliederstroff) Fanny Joseph war für Bürgermeister Peter Kolb ein Ärgernis, da er seine Gemeinde „judenfrei“ halten wollte. Im Zuge der Evakuierung der roten Zone wollte er seine Gemeinde „judenfrei“ halten. Als gebürtige Französin durfte die 80-Jährige jedoch wieder einreisen. Zwar versuchte Kolb weiterhin sie ausweisen zu lassen, doch wurde sie letztlich 1943 deportiert und am 5. April 1944 im Ghetto von Theresienstadt ermordet. |
|              | HIER WOHNTE MARTHA NEUBERGER GEB. JOSEPH JG. 1903 DEPORTIERT 1942 ERMORDET IN AUSCHWITZ                                                          | Gerbergasse · Ecke Zweibrücker Straße · | Martha Neuberger geboren am 12. März 1903 in Blieskastel |
|              | HIER WOHNTE MYRTIL NEUBERGER GEB. SINAI JG. 1882 DEPORTIERT ERMORDET IN AUSCHWITZ                                                                | Gerbergasse · Ecke Zweibrücker Straße · | Myrtil Neuberger geboren am 16. März 1882 |
|              | HIER WOHNTE ANNA OPPENHEIMER JG. 1863 DEPORTIERT 1940 THERESIENSTADT TOT AUF TRANSPORT                                                           | Kardinal-Wendel-Straße 62 ·             | Anna Oppenheimer geboren am 12. März 1903 in Blieskastel |

## Verlegedaten
- 30. Mai 2009
- 8. Mai 2022 (Heinrich Bieg)